# Aire urbaine de Gray
L'aire urbaine de Gray est une aire urbaine française de 32 communes, centrée sur la ville de Gray dans le département de la Haute-Saône et la région Bourgogne-Franche-Comté. Au 1er janvier 2021, l'aire d'attraction de Gray (63 communes), lui a été substituée.

## Caractéristiques
D'après la définition qu'en donne l'Insee, l'aire urbaine de Gray est composée de 32 communes, toutes situées dans le département de la Haute-Saône, plus précisément dans l'arrondissement de Vesoul.
En 2015, avec 17 295 habitants, elle constitue la deuxième aire urbaine la plus peuplée de Haute-Saône après celle de Vesoul et devant celle de Luxeuil-les-Bains, et la huitième de Franche-Comté.
Sa densité de population s'élève à 50 hab/km2.
Cinq communes de l'aire urbaine sont des pôles urbains.
Le tableau suivant détaille la répartition de l'aire urbaine sur le département (les pourcentages s'entendent en proportion du département) :
| Département | Communes | Communes (%) | Superficie (km²) | Superficie (%) | Population (2015) | Population (%) |
| ----------- | -------- | ------------ | ---------------- | -------------- | ----------------- | -------------- |
| Haute-Saône | 32       | 5,9          | 344,2            | 6,4            | 17 295            | 7,3            |

## Communes
Voici la liste des communes françaises de l'aire urbaine de Gray.
| Code Insee | Commune                                     | Type                  | Département | Superficie (km²) | Population (2008) | Densité (hab/km²) |
| ---------- | ------------------------------------------- | --------------------- | ----------- | ---------------- | ----------------- | ----------------- |
| 70018      | Ancier                                      | Pôle urbain           | Haute-Saône | +0004,42         | +00 000479,       | +00095,93         |
| 70024      | Apremont                                    | Commune monopolarisée | Haute-Saône | +0014,4          | +00 000429,       | +00025,14         |
| 70026      | Arc-lès-Gray                                | Pôle urbain           | Haute-Saône | +0012,1          | +0 0002 713,      | +00240,           |
| 70030      | Arsans                                      | Commune monopolarisée | Haute-Saône | +0002,48         | +000 00041,       | +00018,55         |
| 70043      | Auvet-et-la-Chapelotte                      | Commune monopolarisée | Haute-Saône | +0014,43         | +00 000264,       | +00018,43         |
| 70054      | Battrans                                    | Commune monopolarisée | Haute-Saône | +0005,32         | +00 000236,       | +00038,35         |
| 70058      | Beaujeu-Saint-Vallier-Pierrejux-et-Quitteur | Commune monopolarisée | Haute-Saône | +0035,12         | +0 0001 031,      | +00021,04         |
| 70080      | Bouhans-et-Feurg                            | Commune monopolarisée | Haute-Saône | +0009,75         | +00 000272,       | +00024,51         |
| 70124      | Champtonnay                                 | Commune monopolarisée | Haute-Saône | +0005,24         | +000 00089,       | +00016,6          |
| 70125      | Champvans                                   | Commune monopolarisée | Haute-Saône | +0007,15         | +00 000214,       | +00030,35         |
| 70132      | Chargey-lès-Gray                            | Commune monopolarisée | Haute-Saône | +0016,56         | +00 000751,       | +00037,14         |
| 70185      | Cresancey                                   | Commune monopolarisée | Haute-Saône | +0009,6          | +00 000191,       | +00022,08         |
| 70211      | Écuelle                                     | Commune monopolarisée | Haute-Saône | +0005,56         | +000 00091,       | +00015,65         |
| 70218      | Esmoulins                                   | Commune monopolarisée | Haute-Saône | +0004,48         | +00 000160,       | +00025,22         |
| 70220      | Essertenne-et-Cecey                         | Commune monopolarisée | Haute-Saône | +0011,3          | +00 000402,       | +00029,82         |
| 70225      | Fahy-lès-Autrey                             | Commune monopolarisée | Haute-Saône | +0006,2          | +00 000127,       | +00018,06         |
| 70265      | Germigney                                   | Commune monopolarisée | Haute-Saône | +0015,1          | +00 000183,       | +00011,26         |
| 70279      | Gray                                        | Pôle urbain           | Haute-Saône | +0020,26         | +0 0006 480,      | +00334,3          |
| 70280      | Gray-la-Ville                               | Pôle urbain           | Haute-Saône | +0003,97         | +0 0001 020,      | +00260,45         |
| 70331      | Mantoche                                    | Commune monopolarisée | Haute-Saône | +0016,58         | +00 000512,       | +00030,82         |
| 70371      | Montureux-et-Prantigny                      | Commune monopolarisée | Haute-Saône | +0012,18         | +00 000244,       | +00017,           |
| 70376      | Nantilly                                    | Commune monopolarisée | Haute-Saône | +0010,           | +00 000531,       | +00045,2          |
| 70389      | Noiron                                      | Commune monopolarisée | Haute-Saône | +0005,58         | +000 00076,       | +0 0008,96        |
| 70402      | Oyrières                                    | Commune monopolarisée | Haute-Saône | +0014,03         | +00 000431,       | +00032,07         |
| 70422      | Poyans                                      | Commune monopolarisée | Haute-Saône | +0012,17         | +00 000135,       | +00011,34         |
| 70446      | Rigny                                       | Commune monopolarisée | Haute-Saône | +0012,72         | +00 000629,       | +00046,07         |
| 70461      | Saint-Broing                                | Commune monopolarisée | Haute-Saône | +0010,17         | +00 000136,       | +00013,86         |
| 70479      | Sauvigney-lès-Gray                          | Commune monopolarisée | Haute-Saône | +0010,44         | +00 000109,       | +0 0007,47        |
| 70505      | Le Tremblois                                | Commune monopolarisée | Haute-Saône | +0005,49         | +00 000182,       | +00026,78         |
| 70523      | Vars                                        | Commune monopolarisée | Haute-Saône | +0016,16         | +00 000207,       | +00011,76         |
| 70529      | Velet                                       | Pôle urbain           | Haute-Saône | +0006,05         | +00 000442,       | +00073,55         |
| 70546      | Vereux                                      | Commune monopolarisée | Haute-Saône | +0009,02         | +00 000277,       | +00022,62         |
|            | Total                                       |                       |             | +0344,03         | +00019 084,       | +00053,89         |